# Es ist nichts Gesundes an meinem Leibe
Es ist nichts Gesundes an meinem Leibe (BWV 25) ist eine Kirchen-Kantate von Johann Sebastian Bach. Er komponierte sie 1723 in Leipzig für den 14. Sonntag nach Trinitatis und führte sie am 29. August 1723 erstmals auf.

## Geschichte und Worte
Bach komponierte die Kantate 1723 in seinem ersten Amtsjahr in Leipzig für den 14. Sonntag nach Trinitatis.
Die vorgeschriebenen Lesungen für den Sonntag waren Gal 5,16–24 , Paulus über „die Werke des Fleisches und die Frucht des Geistes“, und Lk 17,11–19 , die Heilung von zehn Aussätzigen. Der Dichter des Textes ist unbekannt. Dieser bezieht sich auf das Evangelium und vergleicht die Situation des Menschen mit der der Aussätzigen. Die Krankheit erscheint zuerst in Worten aus Psalm 38, Ps 38,4 . Wie Julian Mincham beobachtet, beherrschen Sünde, Verfall, Gottes Zorn und die Verwesung von Knochen die lutherische Theologie allgemein und den Eingangschor im Besonderen. Am Ende von Satz 3 wird Jesus angerufen mit der Bitte um Heilung. Die letzte Arie bringt die Hoffnung zum Ausdruck, dafür Dank zu singen im Chor der Engel. Die Kantate endet mit der zwölften Strophe von Johann Heermanns Choral Treuer Gott, ich muss dir klagen (1630).

## Besetzung und Aufbau
Die Kantate ist besetzt mit drei Solisten, Sopran, Tenor und Bass, vierstimmigem Chor und einem farbenreichen Orchester: Zink, drei Posaunen, drei Blockflöten, zwei Oboen, zwei Violinen, Viola und Basso continuo.
1. Coro: Es ist nichts Gesundes an meinem Leibe
2. Recitativo (Tenor): Die ganze Welt ist nur ein Hospital
3. Aria (Bass): Ach, wo hol ich Armer Rat?
4. Recitativo (Sopran): O Jesu, lieber Meister.
5. Aria (Sopran): Öffne meinen schlechten Liedern
6. Choral: Ich will alle meine Tage

## Musik
Ähnlich wie in der eine Woche zuvor komponierten Kantate Du sollt Gott, deinen Herren, lieben setzt Bach in dieser Kantate das instrumentale Zitat eines vollständigen Chorals im Eingangschor ein. Die Melodie ist bekannt zu den Worten Herzlich tut mich verlangen nach meinem selgen End. Doch wahrscheinlich dachte Bach an den Text Ach Herr, mich armen Sünder, die er später in seiner Choralkantate Ach Herr, mich armen Sünder, BWV 135, benutzte, eine Umdichtung von Psalm 6. Die zweite Strophe beginnt: „Heil du mich, lieber Herre, denn ich bin krank und schwach“. Bach kombiniert in einer komplexen Struktur eine instrumentale Einleitung, in der die Choralmelodie in langen Noten im continuo liegt und von Figuration der Streicher und Oboen überlagert wird, eine vokale Doppelfuge, und schließlich den Choral, gespielt von einem Posaunenchor mit dem Zink als Sopran-Instrument, das von drei Blockflöten eine Oktave höher verstärkt wird. John Eliot Gardiner empfindet den ungewöhnlichen selbständigen Posaunensatz als eine Vorwegnahme des Finales von Beethovens 5. Sinfonie.
Die folgenden drei Sätze sind nur vom continuo begleitet. Eine neue Perspektive eröffnet sich in Satz 5 in einer tänzerischen Musik als Concerto von Streichern und Oboen, von den Flöten als Echo beantwortet. Die Musik bezieht sich auf die Worte „im höhern Chor werde mit den Engeln singen“. Der Schlusschoral ist ein schlichter vierstimmiger Satz.

## Einspielungen
- J.S. Bach: Das Kantatenwerk – Sacred Cantatas Vol. 2, Nikolaus Harnoncourt, Wiener Sängerknaben, Chorus Viennensis, Concentus Musicus Wien, Solist der Wiener Sängerknaben, Kurt Equiluz, Max van Egmond, Teldec, 1972.
- Die Bach Kantate Vol. 48, Helmuth Rilling, Gächinger Kantorei, Bach-Collegium Stuttgart, Arleen Augér, Adalbert Kraus, Philippe Huttenlocher, Hänssler, 1978.
- J.S. Bach: Complete Cantatas Vol. 7, Ton Koopman, Amsterdam Baroque Orchestra & Choir, Lisa Larsson, Gerd Türk, Klaus Mertens, Antoine Marchand, 1997.
- J.S. Bach: Cantatas Vol. 13 – Cantatas from Leipzig 1723, Masaaki Suzuki, Bach Collegium Japan, Yukari Nonoshita, Gerd Türk, Peter Kooij, BIS, 1999.
- Bach Cantatas Vol. 7: Ambronay / Bremen / For the 14th Sunday after Trinity / For the Feast of St Michael and All Angels, John Eliot Gardiner, Monteverdi Choir, English Baroque Soloists, Malin Hartelius, James Gilchrist, Peter Harvey, Soli Deo Gloria, 2000.